# Obština Mezdra
Obština Mezdra (bulharsky Община Мездра) je bulharská jednotka územní samosprávy ve Vracké oblasti. Leží v severozápadním Bulharsku v západním Předbalkánu a také na severních svazích Staré planiny. Sídlem obštiny je město Mezdra, kromě něj zahrnuje obština 27 vesnic. Žije zde přibližně 18 tisíc obyvatel.

## Sídla
- Bodenec[p 1]
- Brusen[p 1]
- Cakonica
- Carevec[p 1]
- Dărmanci[p 1]
- Dolna Kremena[p 1]
- Elisejna[p 1]
- Gorna Bešovica[p 1]
- Gorna Kremena[p 1]
- Ignatica[p 1]
- Krapec[p 1]
- Kreta[p 1]
- Lik[p 1]
- Ljutibrod[p 1]
- Ljutidol[p 1]
- Mezdra[p 2] (sídlo správy)
- Moravica[p 1]
- Očindol[p 1]
- Oselna[p 1]
- Oslen Krivodol
- Rebărkovo[p 1]
- Ruska Bela[p 1]
- Staro Selo[p 1]
- Tipčenica[p 1]
- Vărbešnica[p 1]
- Zlidol[p 1]
- Zverino[p 1]

## Sousední obštiny
| Růžice kompasu |           | Vraca          |       | Růžice kompasu |
| Růžice kompasu | Svoge     | Sever          | Roman | Růžice kompasu |
| Růžice kompasu | Svoge     | Obština Mezdra | Roman | Růžice kompasu |
| Růžice kompasu | Svoge     | Jih            | Roman | Růžice kompasu |
| Růžice kompasu | Botevgrad |                |       | Růžice kompasu |

## Obyvatelstvo
K 15. prosinci 2024 v obštině žilo 18 539 obyvatel a bylo zde trvale hlášeno 19 135 obyvatel. Podle sčítání 7. září 2021 bylo národnostní složení následující:
- Bulhaři: 16 389 (95.9 %)
- Romové: 591 (3.5 %)
- Turci: 13 (0.1 %)
- ostatní[p 4]: 88 (0.5 %)

V období 2011 až 2021 v obštině ubylo 4 139 obyvatel.